# Аваасаф
Аваасаф (Abiasaph) — батько зібрання; збирач, наймолодший з трьох синів левита Кораха, голова сімейства Корахитів (Korhites) (Вих. 6:24); також називається Ев'ясаф (Ebisaph) (1 Хр. 6:22).

## Джерело
- Біблійний словник Істона